# Тит Клавдий Марк Аврелий Аристобул
Тит Клавдий Марк Аврелий Аристобул (лат. Titus Claudius Marcus Aurelius Aristobulus) — римский политический и военный деятель второй половины III века.

## Биография
Аристобул впервые упоминается в качестве префекта претория при императоре Карине в 285 году. В том же году он был назначен ординарным консулом. Его коллегой был сам император. Он сопровождал Карина в сражении на реке Маргус, но в итоге предал императора и, возможно, даже убил его на поле битвы, изменив переломив его ход в пользу противника Карина Диоклетиана. Согласно античным источникам причиной предательства Аристобула была месть — Карин принудил его жену к интимной связи. Со смертью Карина новый император Диоклетиан наградил Аристобула, сохранив его на посту консула и префекта претория до конца года.
Включенный в состав сената, Аристобул продолжил карьеру при новом императоре. В 290 году он был назначен проконсулом Африки. Во время своего пребывания на посту проконсула Аристобул проводил крупные строительные работы. В Африке Аристобул оставался до 1 июля 294 года, когда его сменил Кассий Дион. С 11 января 295 года по 18 февраля 296 года Аристобул занимал должность префекта Рима.